# Operation Vengeance
Südliche Salomonen

1942

Tulagi –
Guadalcanal

1943

Operation I –
Operation Vengeance –
Operation SO und SE
Zentral-Salomonen

1943

New Georgia –
Kula-Golf –
Kolombangara –
Vella-Golf –
Dogeared –
Vella Lavella –
Operation SE
Nördliche Salomonen

1943–1945

Treasury-Inseln –
Choiseul –
Kaiserin-Augusta-Bucht –
Bougainville –
Green Islands

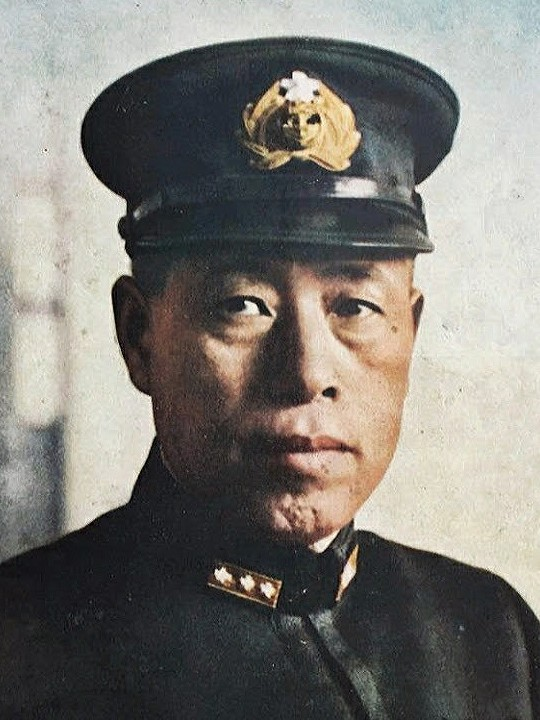
Admiral Yamamoto

Die Operation Vengeance (englisch für Rache) war ein von den Amerikanern während des Pazifikkriegs gestartetes Unternehmen auf den Salomonen. Es fand am 18. April 1943 statt und führte zum Tod des japanischen Admirals Yamamoto Isoroku.
Yamamoto galt bei den Amerikanern als der verantwortliche Admiral für den Angriff auf Pearl Harbor am 7. Dezember 1941. Als den Amerikanern eine Inspektionsreise des Admirals nach Bougainville durch das Abhören und Dekodieren eines japanischen Funkspruchs in allen Zeitabschnitten bekannt wurde, entschieden sich die Admirale Chester W. Nimitz und William F. Halsey, einen Angriff auf Yamamoto auszuführen. Eine Staffel Langstreckenjäger, die von Henderson Field auf Guadalcanal startete, führte den Plan aus und schoss den Bomber mit dem japanischen Admiral an Bord nahe dem Flugfeld von Buin ab. Mit Yamamoto starben zwei Konteradmirale, sein Sekretär und der Pilot der Maschine.

## Der Funkspruch
Der Oberbefehlshaber der Kaiserlich Japanischen Marine, Admiral Yamamoto, entschloss sich, zur Hebung der Truppenmoral nach der Niederlage bei der Schlacht um Guadalcanal und zur Danksagung an die in der Operation I eingesetzten Fliegerkräfte, eine Inspektionsreise zu Stützpunkten auf den Salomonen und Bougainville zu unternehmen. Am 14. April 1943 fing der amerikanische Marine-Nachrichtendienst mit dem Decknamen „Magic“ einen Funkspruch mit den Einzelheiten der Planung auf und entschlüsselte ihn.
Die Originalnachricht NTF131755 war an die Kommandantur der japanischen 11. und 26. Luftflottille gerichtet und mit dem Schlüssel JN-25D kodiert. Drei „Magic“-Abhörstationen der USA, darunter die der Pazifikflotte, hörten den Funkspruch ab. In ihm war die Rede von einer geplanten Inspektionsreise des Admirals zu drei Frontstützpunkten im Raum um Bougainville. Die Ankunfts- und Abflugzeiten an den Stützpunkten waren ebenso Inhalt des Funkspruchs wie die Anzahl und Typen der eingesetzten Flugzeuge. Der Flug war für den 18. April angesetzt.
Die über Nacht von Major Alva Lasswell entschlüsselte Nachricht wurde zunächst an Admiral Chester W. Nimitz übergeben. Dieser stellte sich zu Beginn seiner Überlegungen die Frage, ob irgendjemand der möglichen Nachfolger Yamamotos besser für diesen Posten geeignet sei als Yamamoto selbst. Nimitz hatte schon mehrfach betont, dass Yamamoto die größte Gefahr für ihn darstelle. Er kam mit seinem Stab darüber überein, dass es keinen anderen hochrangigen japanischen Offizier gäbe, der es in strategischer und taktischer Brillanz sowie mit seiner Popularität bei Militär und Volk mit ihm aufnehmen könne. Yamamotos Tod würde für die Japaner unzweifelhaft einen harten Einschnitt im Hinblick auf Moral und Kampfkraft darstellen.
Nimitz besprach seine Ansichten kurz darauf mit seinem Kollegen Admiral William F. Halsey, der das Kommando im Raum der Salomonen innehatte. Auch Halsey war für die Abfangmission, zu der Konteradmiral Marc A. Mitscher empfahl, die auf Henderson Airfield stationierten Lockheed P-38 einzusetzen. Frühere Annahmen, dass der Befehl dazu von oberster Stelle ausgegeben worden sei, haben sich als haltlos erwiesen. Nimitz und Halsey telegraphierten ihr Ansinnen zwar dem Marineminister William Knox zur Kenntnisnahme, doch weder Knox noch US-Präsident Roosevelt griffen in die Planung ein.

## Die Planung
Nimitz autorisierte am Morgen des 17. April die Mission und überließ die Ausarbeitung der Planung Halsey, Mitscher und dessen Stab.
Aus dem entschlüsselten Funkspruch ging hervor, dass Admiral Yamamoto am 18. April von Rabaul aus zum Flugfeld Ballalae südlich von Bougainville in den Nördlichen Salomonen aufbrechen würde. Yamamoto und seine Begleiter sollten mit zwei mittleren Bombern des Typs Mitsubishi G4M Betty der 205. Kokutai-Marineflugeinheit fliegen, die von sechs Mitsubishi A6M Zero der 204. Kokutai-Marineflugeinheit als Schutz begleitet werden würden. Als Abflugzeit war 6:00 Uhr Tokioter Zeit und als Ankunftszeit 8:00 Uhr Tokioter Zeit angegeben.

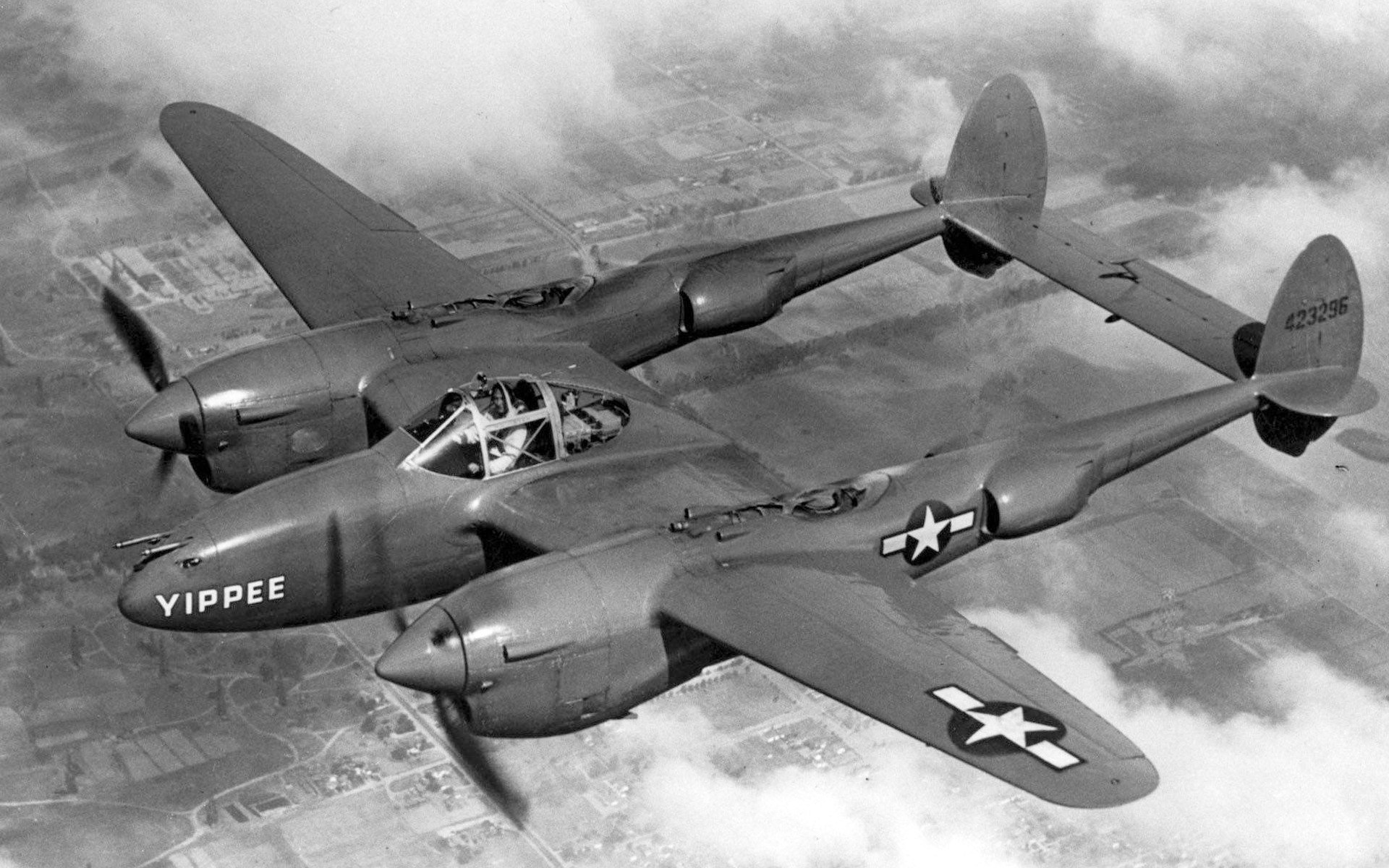
Eine Lockheed P-38 Lightning der US-Luftwaffe

Der Kommandeur der 339th Fighter Squadron auf Guadalcanal, Major John W. Mitchell, erhielt von Konteradmiral Mitscher den Auftrag, mit seinen P-38-Jägern die Mission auszuführen. Am Nachmittag des 17. April saßen Mitchell, Thomas Lanphier, einer der besten Piloten der Einheit, und der Nachrichtenoffizier Joe McGuigan zum Kartenstudium zusammen. Es wurde ein Kurs ausgearbeitet, der die Jäger in einer niedrigen Flughöhe von nur wenigen Metern über der Wasseroberfläche in etwa 80 Kilometern Entfernung an den japanisch besetzten Inseln des New-Georgia-Archipels vorbei in Richtung Bougainville führen sollte. Bei einer Routenlänge von rund 645 Kilometern sollte der Flug zwei Stunden dauern und der errechnete Treffpunkt um 9:35 Uhr erreicht werden. Da die Führung von einem unbedingten Erfolg gesprochen hatte, beschloss Mitchell, achtzehn P-38 für die Mission einzusetzen.
Das Reichweitenproblem der zu fliegenden fast 1300 Kilometer, plus einer angemessenen Warte- und Suchzeit, sollte mit zusätzlich montierten Abwurftanks gelöst werden.
Die Jäger wurden von Mitchell in drei Gruppen aufgeteilt, deren Piloten von Mitchell kurz vor Mitternacht in Kenntnis gesetzt wurden. Vier Maschinen bildeten die sogenannte Killergruppe, die aus den Piloten Thomas Lanphier, Rex Barber, McLanahan, und Moore bestand. Die sechs Jäger der Deckungsgruppe wurden von Mitchell selbst, Doug Canning, Jack Jacobson, Goerke, Frank Holmes und Hine geflogen, wobei die letzten beiden die Alternative für die Killergruppe bildeten. Die zweite Deckungsgruppe wurde von acht Piloten der 12. Staffel gebildet, die von Louis Kittel geführt wurden.

## Die Ausführung
Am frühen Morgen des 18. April montierten die Bodentechniker auf Henderson Airfield die neuen Zusatztanks unter die Flugzeuge, die beim Morgengrauen einsatzbereit waren. In einer nach dem Frühstück anberaumten Besprechung erläuterte Mitchell noch einmal den Plan und befahl absolute Funkstille.
Um 7:00 Uhr starteten die P-38 Lightning, wobei sie wegen der zusätzlichen Tanklast die volle Länge der Startbahn brauchten. Zwei Maschinen mussten sofort wieder umkehren; McLanahan platzte beim Start ein Reifen und der Zusatztank der Maschine von Moore ließ sich nicht aktivieren. Daher ersetzten Hine und Holmes die beiden in der Killergruppe. Die übrigen sechzehn P-38 gingen auf Nordwestkurs und versuchten, eine gefährliche Flughöhe von nur knapp 10 Metern über der Wasseroberfläche einzuhalten.
Nach einer Flugstunde waren die Maschinen noch etwa 460 Kilometer von ihrem Zielpunkt entfernt. Zu diesem Zeitpunkt hoben die Bomber und Jäger der Japaner in Rabaul ab und begannen den Flug in Richtung Bougainville, um den ersten Stützpunkt um 10:00 Uhr zu erreichen. Im zweiten Bomber begleitete Admiral Ugaki Matome, Yamamotos Stabschef, den Admiral auf seiner Inspektionsreise.
Gegen 8:20 Uhr unternahmen die tieffliegenden amerikanischen Jäger eine erste Kurskorrektur und drehten etwas weiter in Richtung Norden. Nachdem sie die Insel Vella Lavella im Norden des New-Georgia-Archipels hinter sich gelassen hatten, wurde eine zweite Korrektur wiederum nach Norden vorgenommen. Die dritte Kurskorrektur erfolgte dann um 9:00 Uhr. Mit einer leichten Drehung nach Nordosten flogen die Maschinen jetzt direkt auf die Insel Bougainville zu, die nur noch etwa 65 Kilometer entfernt war. Zugleich begannen die Jäger mit dem Steigflug und testeten die Funktion ihrer Bordwaffen.

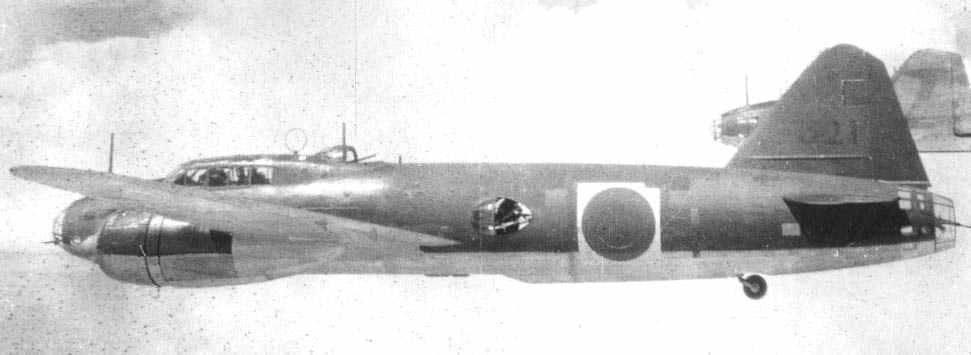
Mitsubishi G4M – US-Kodename: Betty

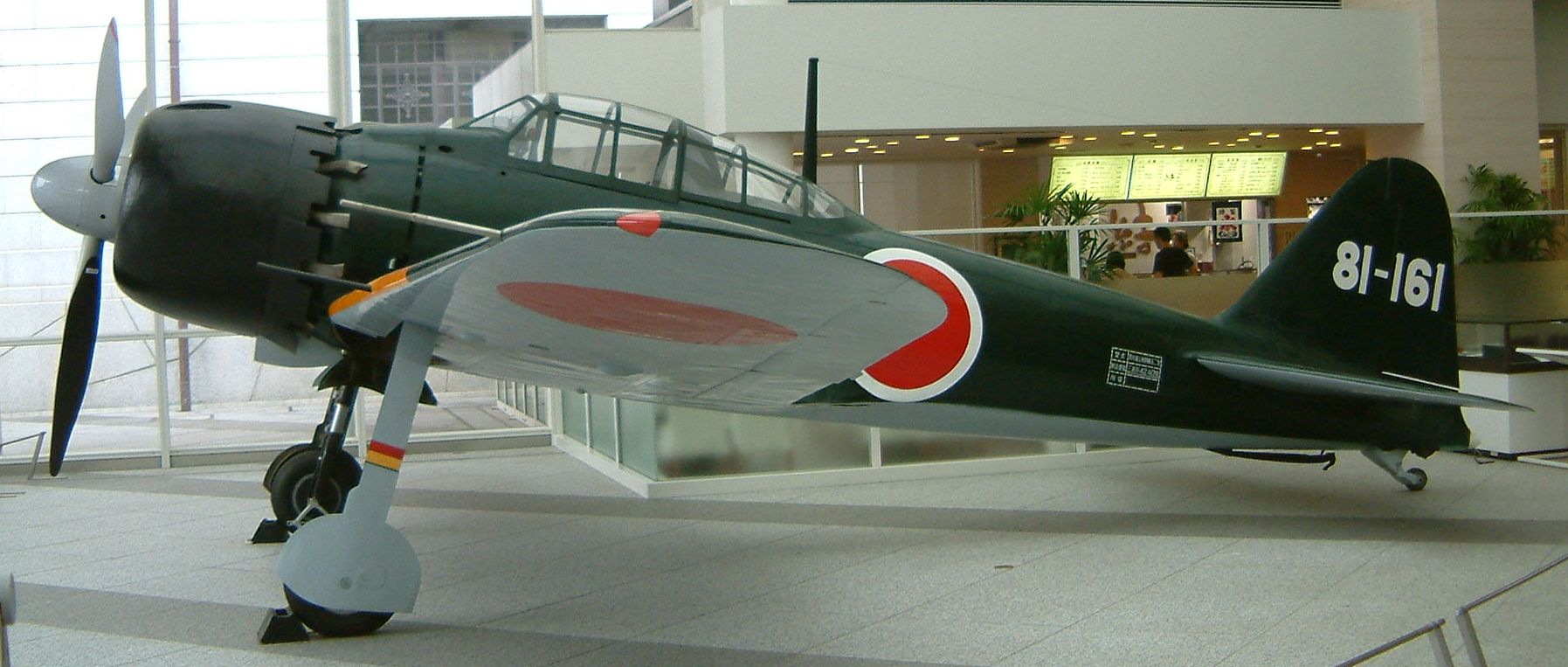
Mitsubishi A6M – US-Kodename: Zero

Als die Berge von Bougainville in Sichtweite kamen, stiegen die Jäger der beiden Deckungsgruppen höher, um die Abfanggruppe vor möglichen anfliegenden japanischen Jägern zu schützen. Doug Canning sichtete um 9:34 Uhr in nordwestlicher Richtung die anfliegende Gruppe um den Bomber mit Admiral Yamamoto an Bord. Die Amerikaner warfen ihre Zusatztanks ab und drehten für den Angriff auf die anfliegenden Japaner zu. Holmes und Hines hatten Abwurfprobleme, so dass nur Rex T. Barber und Thomas Lanphier schnell hinter die japanischen Bomber kamen. Alle anderen Jäger behielten ihren Kurs zur Deckung bei.
Die zwei einsatzbereiten amerikanischen P-38-Jäger stürzten sich auf die japanischen Bomber und begannen sofort zu feuern. Der Luftkampf war von kurzer Dauer und für die Beteiligten nicht voll überschaubar, was die gegensätzlichen Aussagen kurz nach der Attacke erklären kann. Lanphier und Barber beanspruchten beide, einen Bomber über dem Dschungel der Insel abgeschossen zu haben. Frank Holmes, der wegen seines technischen Problems nicht sofort in den Kampf eingreifen konnte, gab an, einige Minuten später eine „Betty“ über dem Wasser getroffen zu haben, die anschließend abstürzte.
Japanische Quellen, darunter das Tagebuch des überlebenden Admirals Ugaki, berichten dagegen folgendes: In den Kampf waren nur zwei Bomber involviert. Die G4M1 Betty Modell 11 mit der Fabrikationsnummer 2656 Ruder T1-323 mit Admiral Yamamoto, den Fregattenkapitänen Ishizaki und Toibana, Konteradmiral Kitamura, Konteradmiral Takata und dem Piloten Koyani Takeo an Bord sowie eine zweite baugleiche Betty mit nicht genannter Fabrikationsnummer, die Admiral Ugaki Matome, Fregattenkapitän Tanimura Hiroaki, den Piloten Hayashi Hiroshi und einen nicht namentlich bekannten weiteren Passagier an Bord hatte. Yamamotos Bomber stürzte in den Dschungel bei Moila Point, einige Kilometer entfernt von der Straße zwischen Panguna und Buin, wo er noch heute liegt. Es gab keine Überlebenden. Der zweite Bomber trudelte ins Meer. Der Pilot Hayashi und Admiral Ugaki überlebten und konnten an Land gelangen.
Mit größerem zeitlichen Abstand sahen die US-Piloten bei ihren Aussagen für Niederschriften der Nachrichtenoffiziere ein, dass die Annahme, ein dritter Bomber sei abgeschossen worden, nicht zutreffend war.

## Nachspiel
Nachdem die dort stationierten Japaner die Absturzstelle erreicht hatten, brachten sie Yamamoto Isorokus Leiche zur Kommandantur. Dort wurde sie am 20. April einer Autopsie unterzogen, die zeigte, dass die Todesursache des Admirals nicht der Absturz, sondern etliche Maschinengewehrtreffer waren. Yamamoto wurde danach unverzüglich eingeäschert, um seinen Tod zunächst geheim zuhalten, da er für das japanische Volk eine große Führungs- und Identifikationsfigur war. Seine Asche wurde an Bord einer „Betty“ nach Rabaul geflogen und von dort an Bord des Schlachtschiffs Musashi zur japanischen Hauptinsel gebracht. In Tokio erhielt er ein Staatsbegräbnis und große Ehrungen im Yasukuni-Schrein. Als Nachfolger für den japanischen Oberbefehl wurde Admiral Koga Mineichi bestellt.
Auch die USA gaben den erfolgreichen Abschuss zunächst nicht bekannt, um den Japanern nicht preiszugeben, dass sie ihre verschlüsselten Funksprüche dekodieren konnten. Erst nach einigen Tagen berichteten die amerikanischen Medien vom Tod des Admirals. Die Mission wurde als sehr schwierig und als glücklicher Zufall dargestellt, bei dem US-Küstenwächter im Raum Bougainville die anfliegenden Bomber gesichtet hatten und sich zufällig eine Staffel P-38 Jagdflugzeuge in diesem Luftraum aufhielt.
Die drei an den Abschüssen beteiligten Piloten Lanphier, Barber und Holmes stritten sich ihr Leben lang darum, den Erfolg des Abschusses von Yamamoto zugeschrieben zu bekommen. Als 1969 das Tagebuch des überlebenden Admirals Ugaki erschien, stellte sich heraus, dass Holmes definitiv einen der Bomber für sich verbuchen konnte, nämlich den ins Meer gestürzten. Um Lanphiers und Barbers in der Öffentlichkeit ausgetragenen Streit um den zweiten Bomber zu schlichten und keinen der beiden zu diskreditieren, schrieb die United States Navy den beiden kurzerhand je einen halben Abschuss zu.
Eine Vielzahl von Beweisen, darunter historische Aufzeichnungen, Untersuchungen am Absturzort und Teilnehmerberichte, zeigen, dass Barber der alleinige Pilot war, der für den Abschuss von Yamamotos Bomber verantwortlich war.